# Europaviertel (Frankfurt am Main)

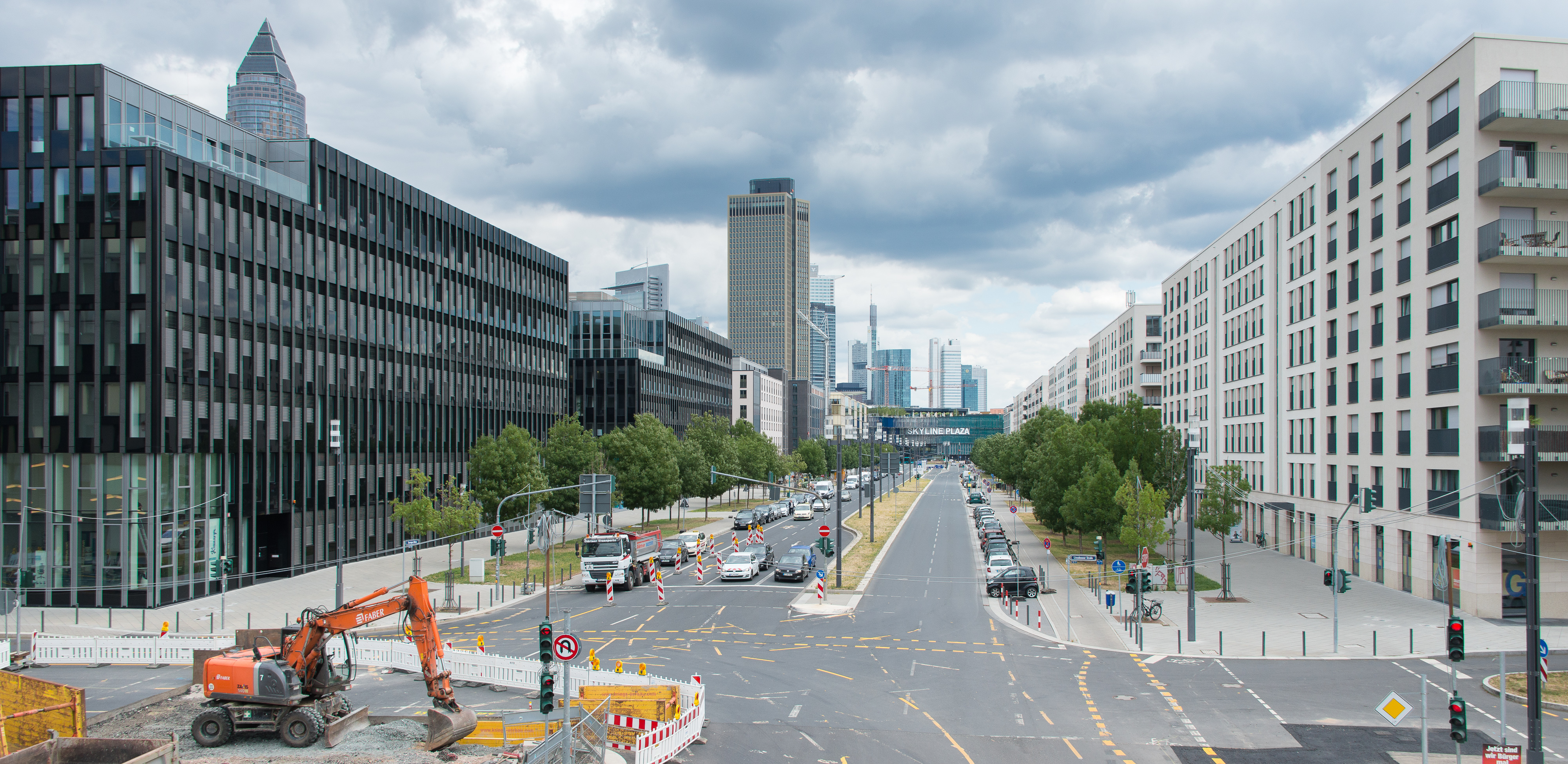
Vollständig bebaute Europa-Allee östlich der Emser Brücke (Juli 2015)

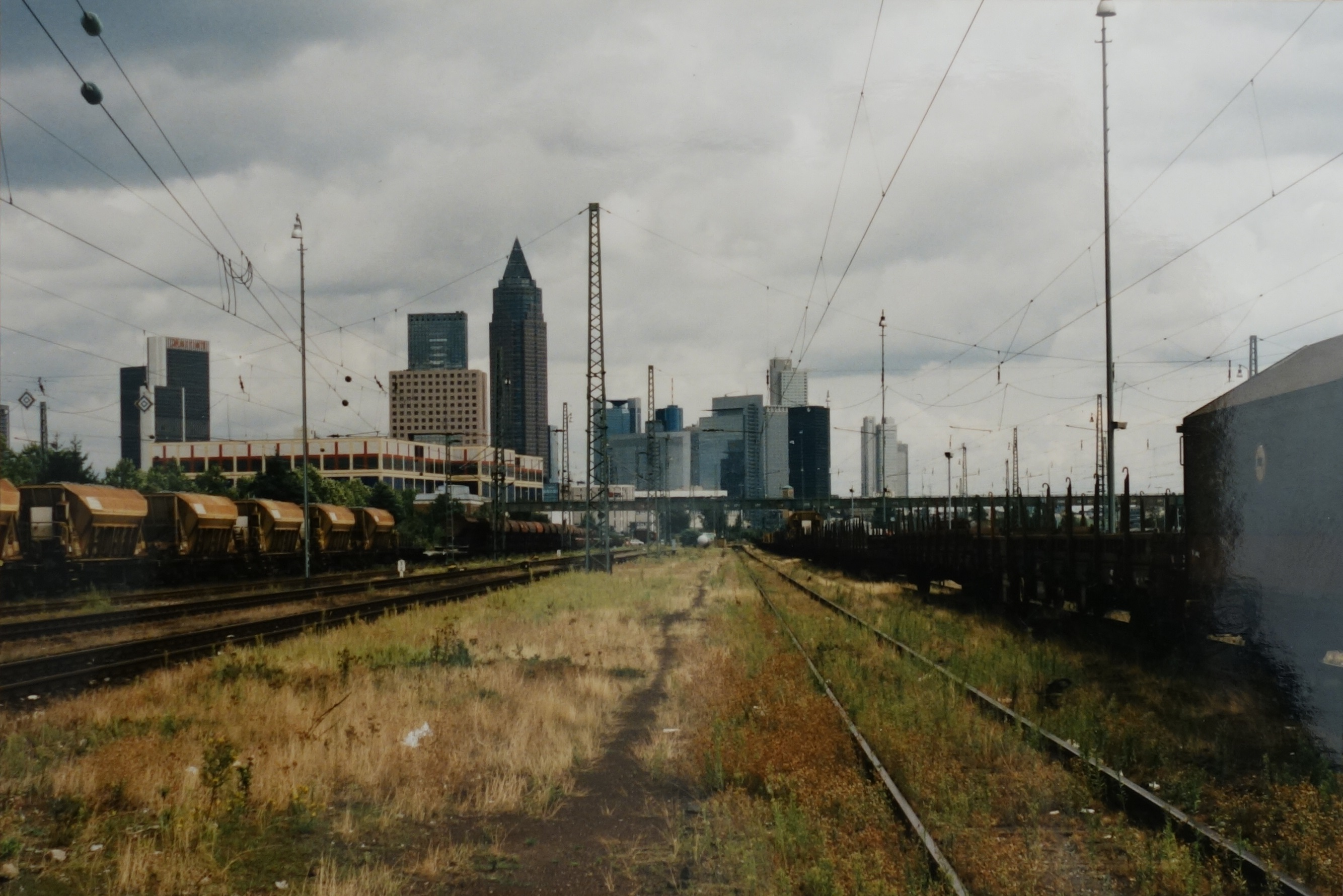
Das Europaviertel entstand auf dem vormaligen Gelände des Hauptgüterbahnhofs. Heute befindet sich an dieser Stelle der Gleisfeldpark.

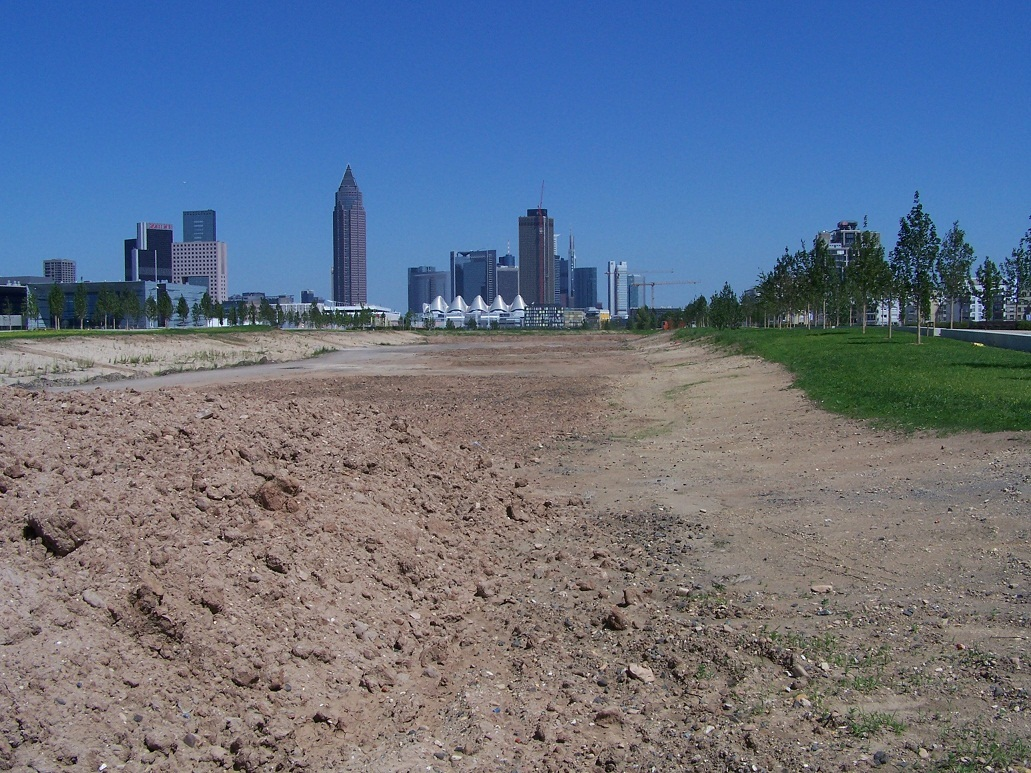
Teilansicht Europagarten in Richtung Europaviertel Ost. Links die Sohle des künftigen Straßentunnels unter dem Europagarten (Juni 2011)

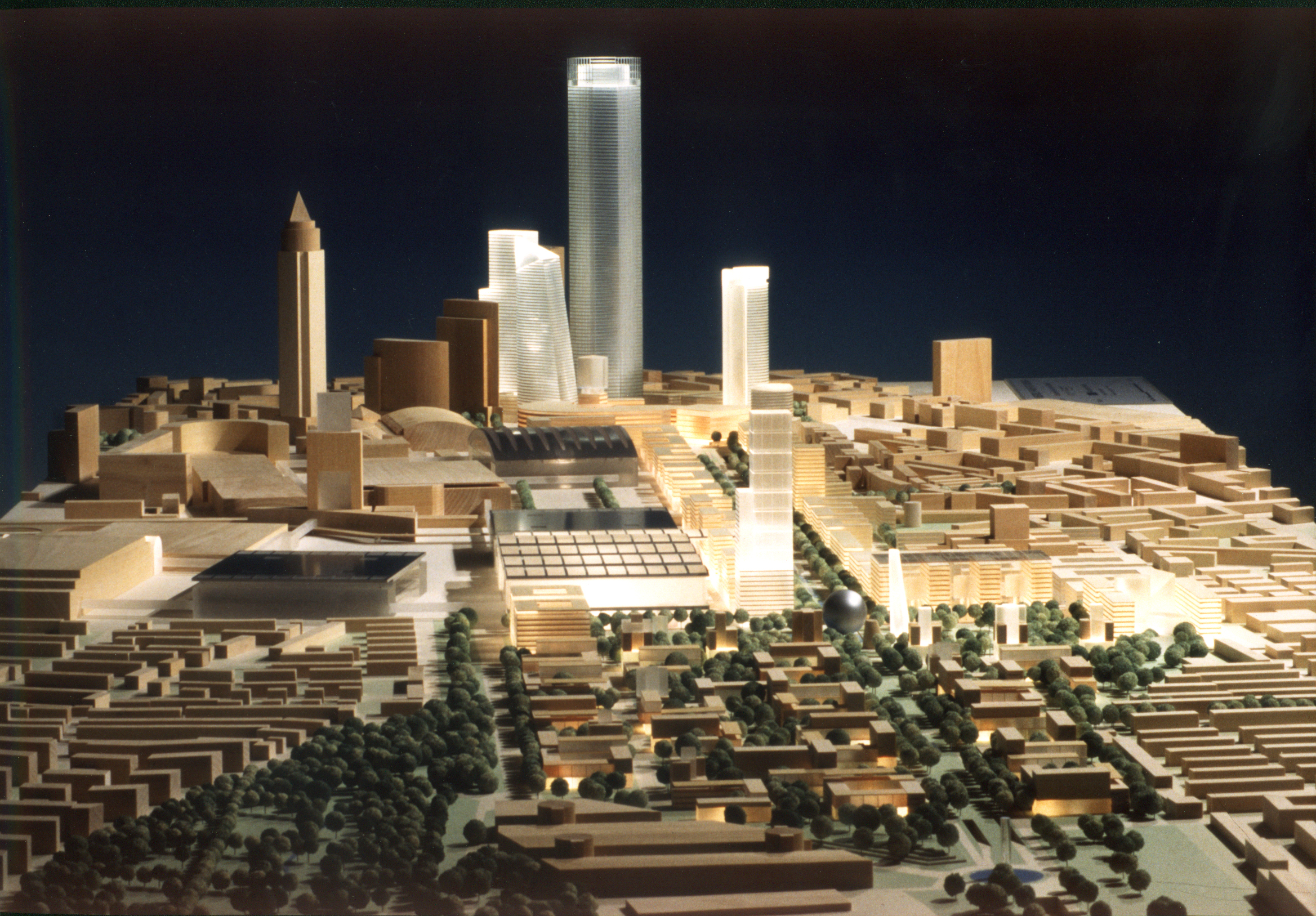
Städtebauliches Modell Europaviertel Ost (November 2001)

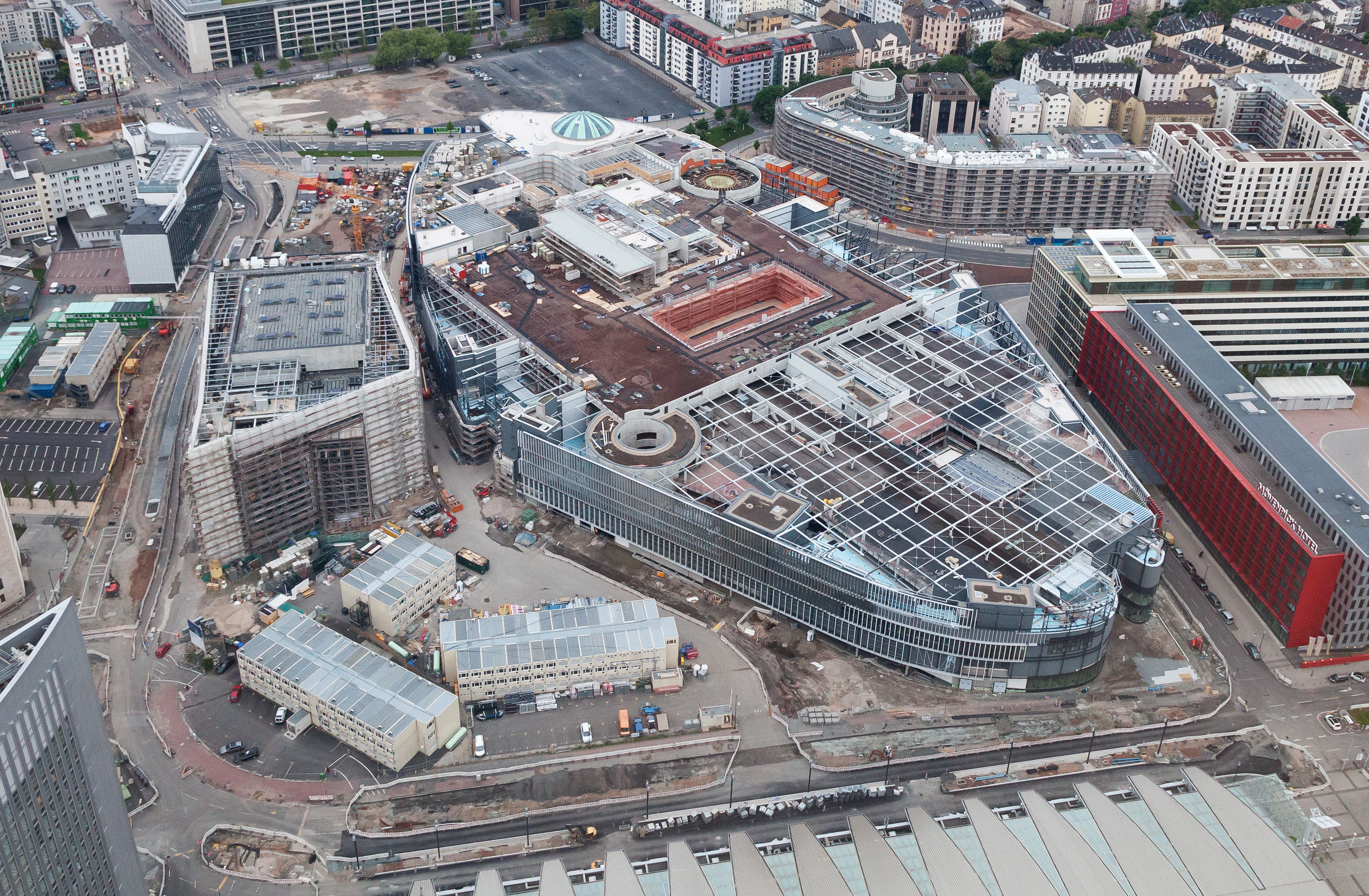
Die Rohbauten des Skyline Plaza und des Kongresszentrums (links), davor und dahinter zwei Grundstücke für je ein Hochhaus (Mai 2013)

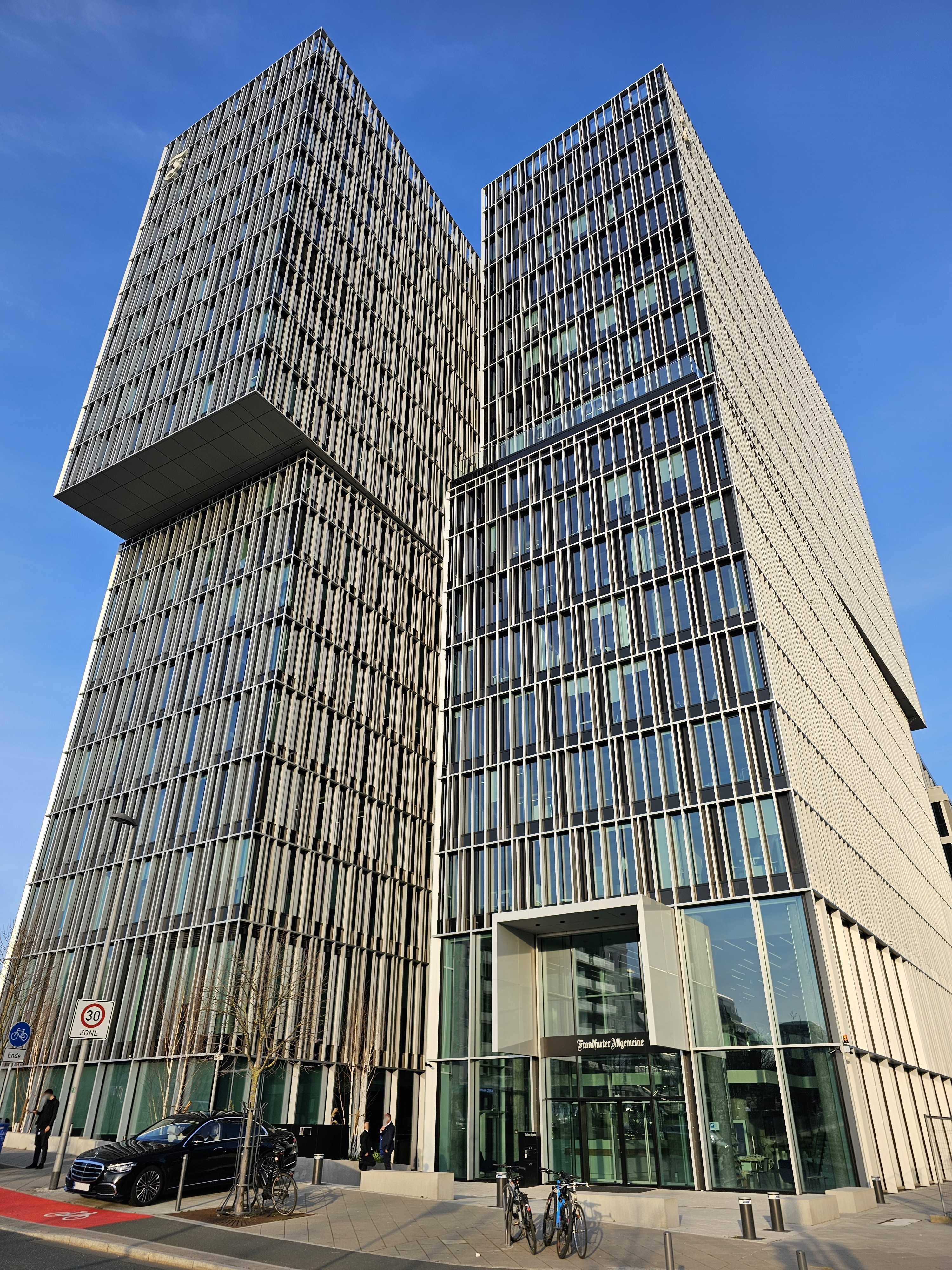
FAZ-Tower, Pariser Straße 1 (Februar 2024)

Das Europaviertel in Frankfurt am Main ist ein neues innenstadtnahes Stadtviertel, das auf dem Gelände des ehemaligen Hauptgüterbahnhofs im Stadtteil Gallus gebaut wird. Es zeichnet sich durch Straßennamen europäischer Hauptstädte aus. 2005 wurde mit Erschließungsarbeiten der Konversionsfläche begonnen, 2006 wurde der erste Hochbau eröffnet. Mit Fertigstellung soll das städtebauliche Projekt mit Büros, Hotels, Wohnungen, einer Schule und sozialer Infrastruktur, Parks sowie Einkaufs- und Freizeitmöglichkeiten bebaut sein. Die Fertigstellung eines U-Bahn-Anschlusses ist erst für das Jahr 2025 geplant. Im gesamten Europaviertel sollen einmal rund 30.000 Menschen arbeiten und 8.000 bis 10.000 Menschen wohnen. Diese Relation könnte sich noch aufgrund der seit etwa 2012 verstärkten Nachfrage nach Wohnungen zugunsten der Einwohnerzahl verschieben.

## Größe und Lage
Das freigemachte Areal hat eine Größe von fast 90 Hektar. Das Gebiet wird – ausgehend von den zwei Grundstückseigentümern – in Europaviertel West und Europaviertel Ost unterteilt; die optisch gut erkennbare Grenze bildet die hochgelegene Bahnstrecke mit der Emser Brücke. Im westlichen Teil gehören der Aurelis Asset GmbH 66,7 Hektar und im östlichen Teil gehören 18 Hektar der Vivico Real Estate GmbH (seit Juni 2011: CA Immo). Das Quartier umfasst heute einschließlich weiterer Randflächen insgesamt 145 Hektar. Das Gebiet erstreckt sich ca. 2,4 Kilometer lang vom Wohngebiet am Rebstockgelände und der Kuhwaldsiedlung im Nordwesten entlang des Messegeländes bis zum Güterplatz im Südosten. Im Süden wird das Areal durch die Gallus Hellerhofsiedlung begrenzt.

## Geschichte
Ideen zur Verlagerung der zuvor auf dem Gelände befindlichen Bahnanlagen des Güterverkehrs gab es bereits zwischen den beiden Weltkriegen. Sie fanden mit dem Zweiten Weltkrieg ein Ende und wurden danach nicht mehr wieder aufgegriffen. Stattdessen wurden die zerstörten Anlagen wieder aufgebaut und in den 1960er-Jahren modernisiert. Erst mit der Ausdehnung der Frankfurter City nach Westen, die in der Hochhaussilhouette, insbesondere durch den Messeturm, ihren weithin sichtbaren Ausdruck fand, stieg der Druck, die Flächen hochwertiger zu nutzen. Hinzu kamen der Erweiterungsbedarf der Messe Frankfurt, der Umzug der Bundesbahn-Hauptverwaltung im Jahr 1993 in ein neues Gebäude auf dem Gelände des bereits im Jahre 1989 geschlossenen Ausbesserungswerks an der Idsteiner Straße und der Strukturwandel im Schienengüterverkehr hin zum Transport mit Containern. Sowohl die Messe als auch die Deutsche Bundesbahn gaben Untersuchungen zu einer Umnutzung, zunächst beschränkt auf die Flächen östlich der Emser Brücke, in Auftrag. 1996 entschied die Deutsche Bahn im Zuge ihres Projekts Frankfurt 21, den Hauptgüterbahnhof und den westlich der Emser Brücke gelegenen Rangierbahnhof stillzulegen und die verbliebenen Güteraktivitäten zu verlagern. Der Containerverkehr wurde im ausgebauten Terminal am Ostbahnhof konzentriert, der Stückgutverkehr landete auf der Straße und das Rangiergeschäft fand Aufnahme in anderen Rangierbahnhöfen, z. B. in Mainz-Bischofsheim. 1998 wurde der Betrieb auf dem Hauptgüterbahnhof eingestellt. 1999 erstellte das Frankfurter Planungsbüro Albert Speer & Partner (AS&P) im Auftrag der Deutschen Bahn einen Rahmenplan für die zukünftige Entwicklung des Areals. Das Nutzungskonzept sah für die brachgefallenen Bahnflächen Anteile von jeweils 25 Prozent für Wohngebiete, Grünflächen, Messeerweiterung und Mischgebiete vor. Eine konkurrierende Planung, die der Architekt Helmut Jahn im Auftrag der Deutschen Bank unter dem Titel Messestadt konzipierte, wurde nicht weiter verfolgt, da die Deutsche Bahn das Kerngelände nicht verkaufen wollte. Zunächst erwarb die benachbarte Messe Frankfurt 31.000 m² Fläche, um ihr Gelände nach Süden ausdehnen zu können. Auf der Erweiterungsfläche entstanden u. a. von 2000 bis 2001 die Messehalle 3 und das neue Tor Ost. Anschließend, im Jahr 2003, wurde auch der Rangierbetrieb eingestellt, wodurch der Weg für die Baumaßnahmen im westlichen Europaviertel frei war.

### Europaviertel Ost
- August 2004: Start des Baus der Europa-Allee
- Mai 2006: Fertigstellung Mövenpick Hotel
- November 2007: Spatenstich für erste Wohnungen an der Europa-Allee
- Januar 2008: Vertrag zwischen Vivico und  Hyatt für ein Grand Hyatt. Im Frühjahr 2013 wird bekannt, dass die Hyatt-Gruppe das Projekt aufgegeben hat. An dieser Stelle südlich des Kap Europa steht heute auf einem nochmals geteilten Grundstück ein Hotel; das südliche Hochhaus namens Grand Tower (ehemals „Tower 2“) ist seit Anfang 2016 im Bau und ist mit 172 Metern Deutschlands höchstes reines Wohnobjekt.
- September 2008: Spatenstich für Tower 185
- Oktober 2008: Spatenstich Bürogebäude Europa-Allee 12–22
- November 2008: Start des Baus des Meininger Hotels
- Juli 2009: Erste Wohnungen werden im Europaviertel bezogen
- Februar 2010: Meininger Hotel ist fertig gestellt
- September 2022: Das auf dem Baufeld nördlich des Kap Europa befindliche Hochhaus One, welches eine Höhe von 175 Metern erreicht, wurde eröffnet.[3]

Baurecht besteht ebenfalls für ein z. Z. nicht aktuelles Altprojekt, den bis zu 369 Meter hohen Millennium Tower.

Baufortschritt östliches Europaviertel
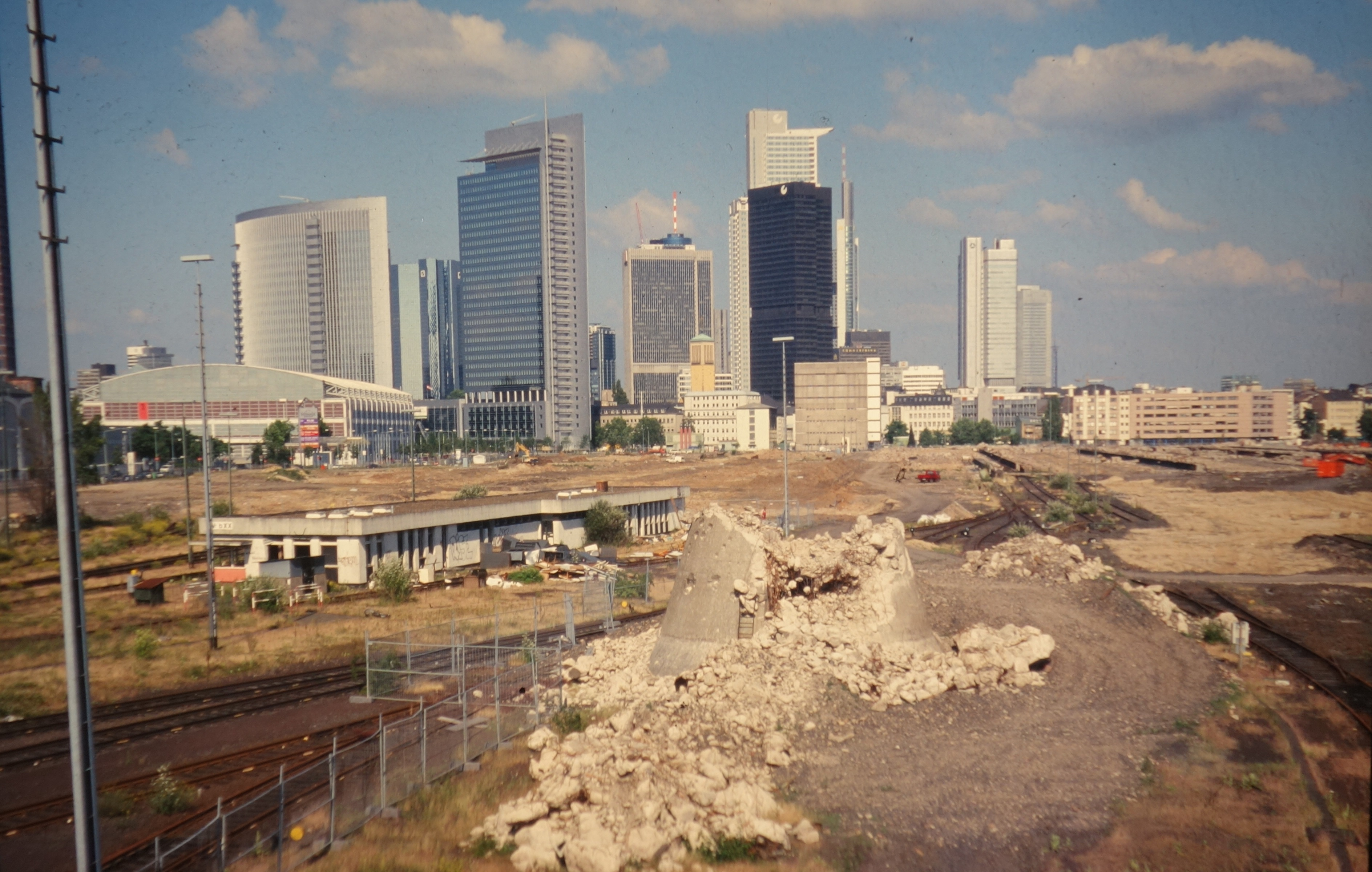
Abbruch des Hauptgüterbahnhofs Anfang der '00er Jahre (im Hintergrund das noch schwarze City-Haus I vor dem Umbau)
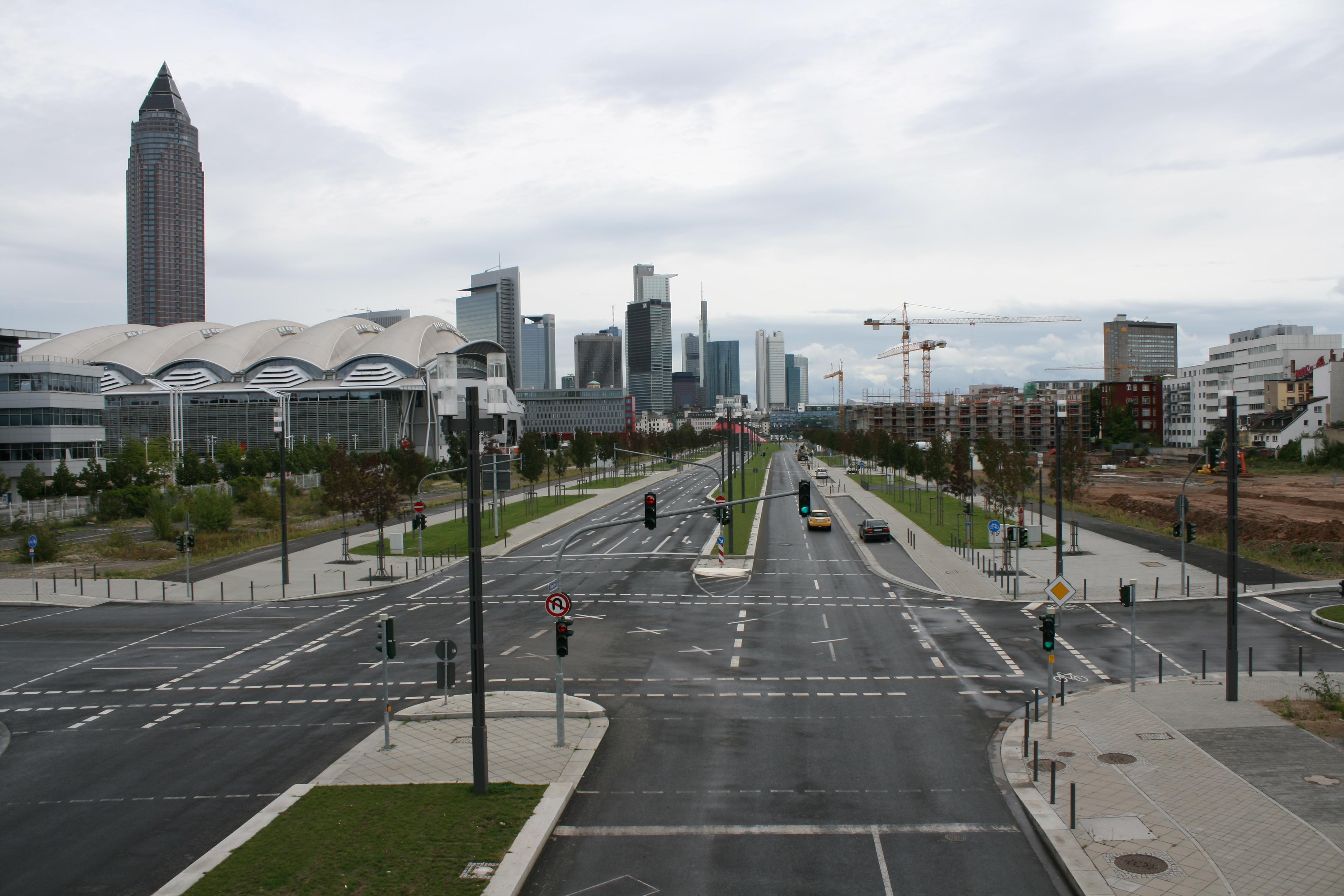
2008  (im Hintergrund das City-Haus I während der Neugestaltung der Fassade)
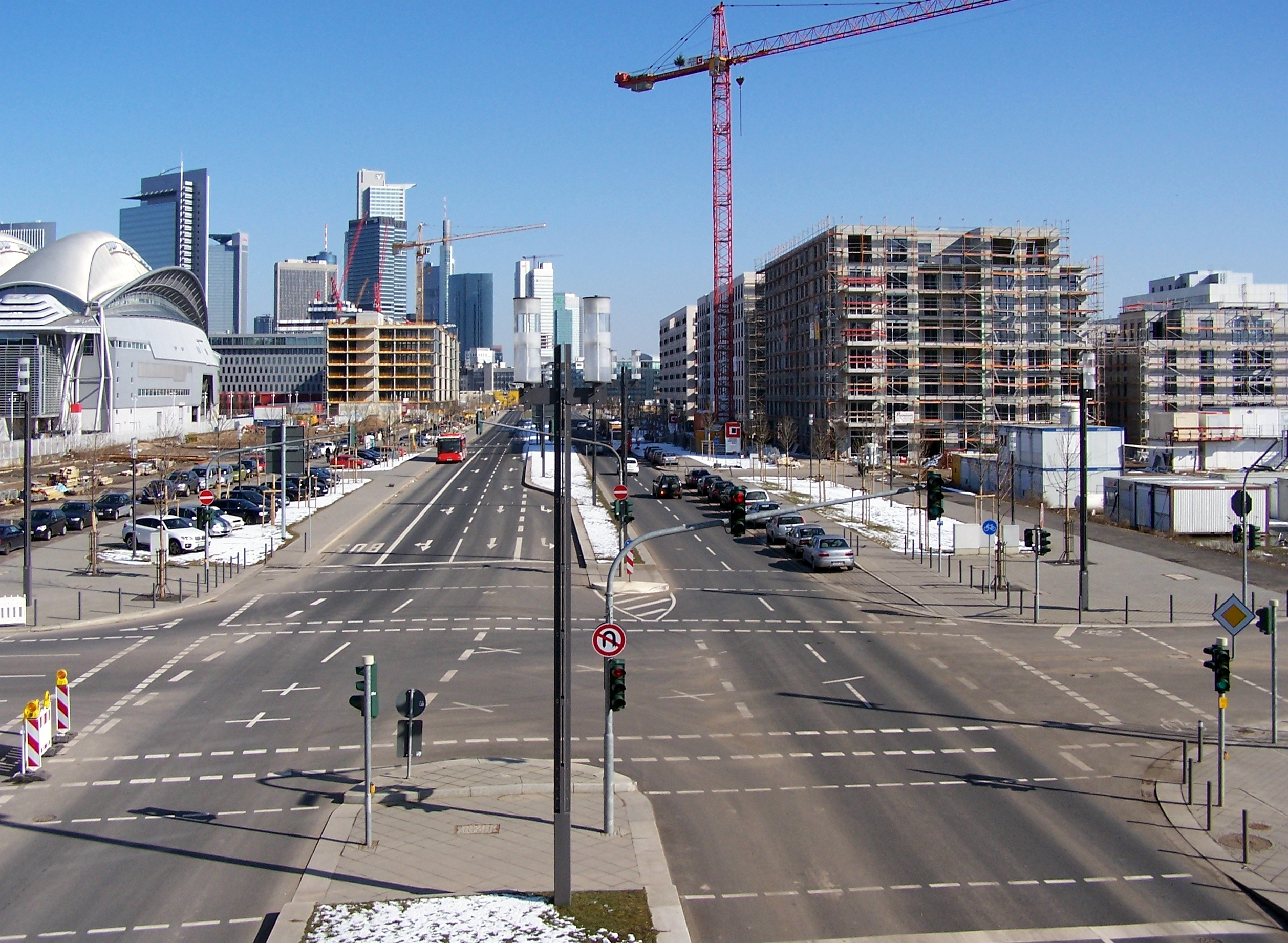
2010
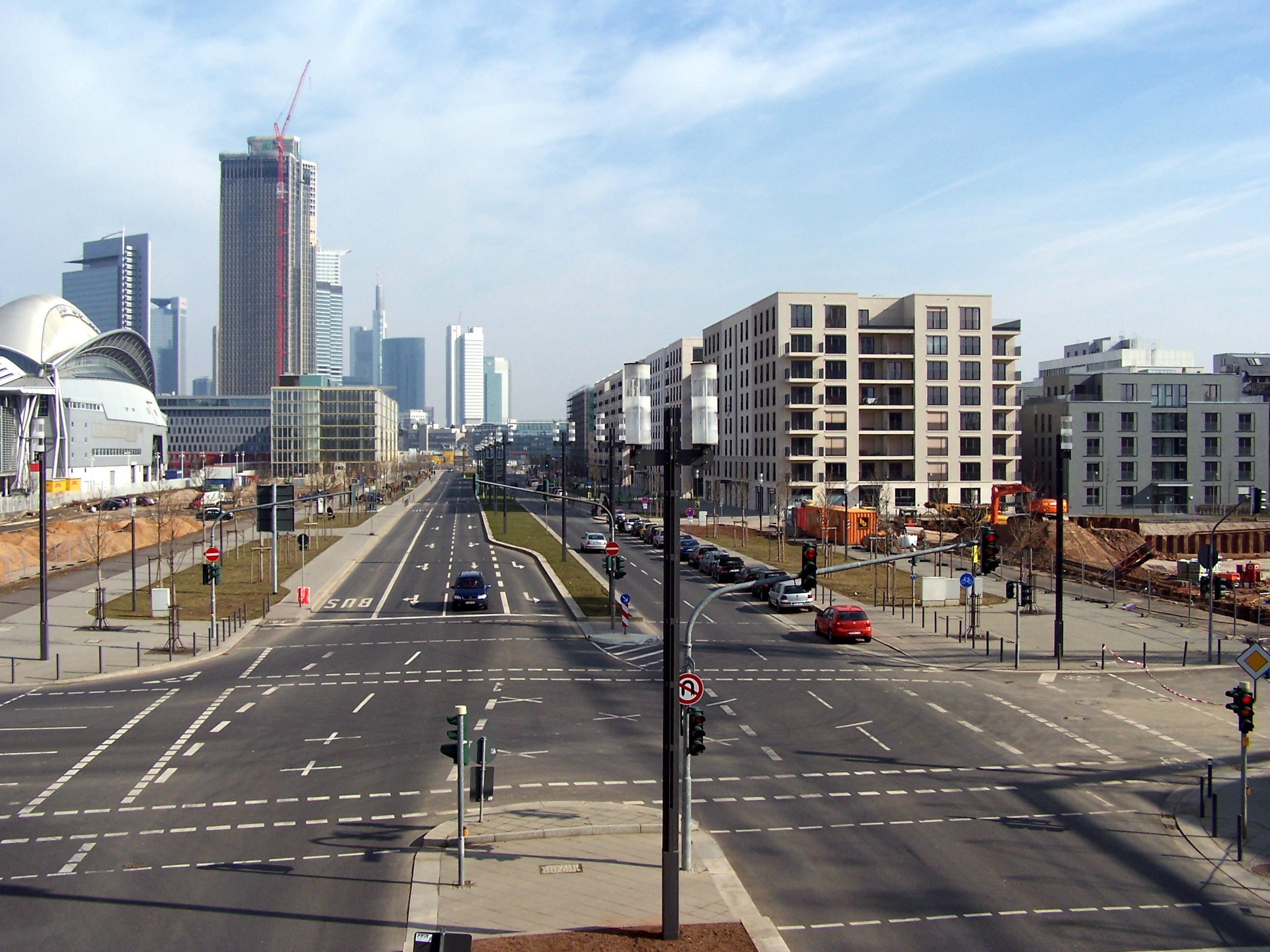
2011
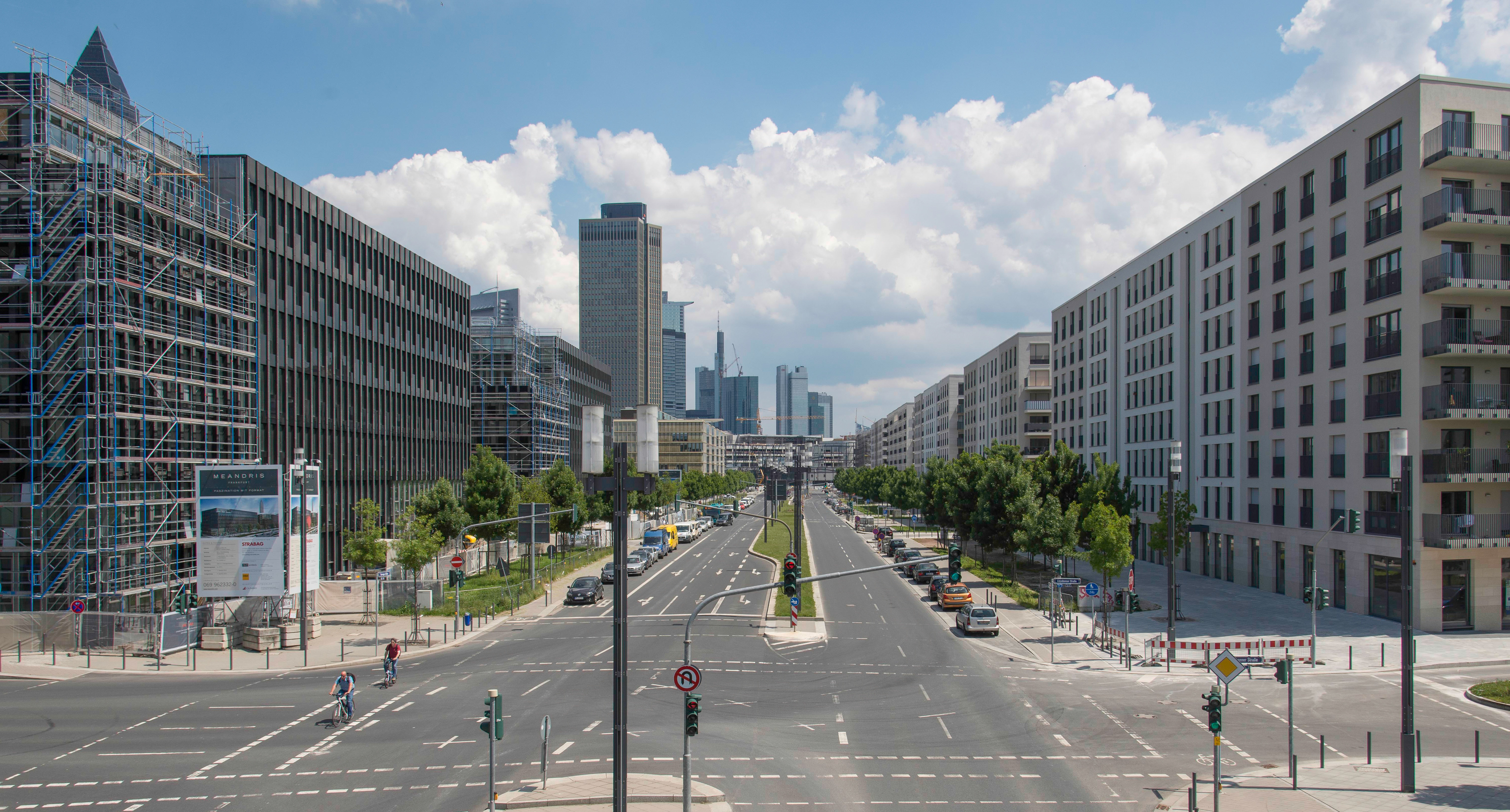
2013

### Europaviertel West

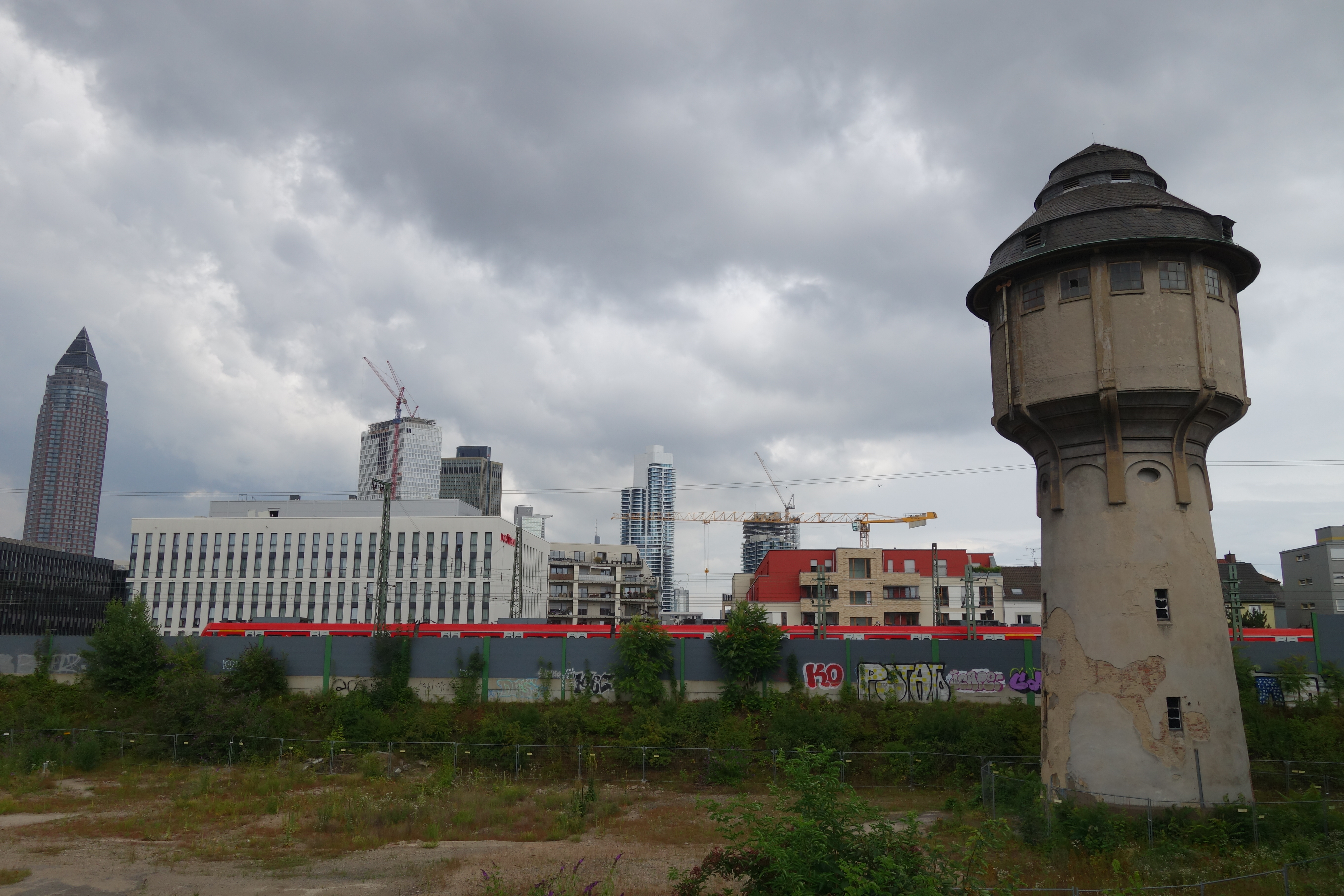
Westlich der Emser Brücke erinnert noch der alte Wasserturm an den einstigen Hauptgüterbahnhof. Im Hintergrund, von links, die Hochhäuser Messeturm, One (in Bau), Tower 185, Kronenhochhaus, Grand Tower und Eden sowie dahinter The Spin (in Bau).

Der westlich der Emser Brücke gelegene 66,7 Hektar große Teil des Entwicklungsgebietes wurde bis Mitte 2010 durch Aurelis von alten Gleisanlagen geräumt, von Belastungen entsorgt und erschlossen. Dabei wurden in 18-monatiger Arbeit rund 300.000 Kubikmeter Material bewegt und neu eingebaut. Bereits im September 2008 begann die Aurelis mit der Vermarktung ihres Geländes im Europaviertel West. Es sollen nordwestlich zwei aufgelockerte reine Wohnquartiere entstehen. Zum einen die „Helenenhöfe“ und zum anderen das „Parkend“, wo 18 hochwertige Objekte nach bekannten europäischen Parkanlagen benannt werden. Die Helenenhöfe werden zu einem Großteil dem öffentlich geförderten Wohnungsbau angehören; insgesamt soll das Europaviertel einen Anteil von 30 Prozent geförderter Wohnungen bieten. Zudem sollen in mittlerer Lage (direkt an der Europaallee) zwei gemischt genutzte Quartiere, „Boulevard Mitte“ und „Boulevard West“ entstehen, die mit Büros, Gastronomie und sozialen Einrichtungen die gesamte Vielfalt eines urbanen Stadtteils abbilden werden. Direkt auf der Trasse des Boulevard Mitte lag das alte Stellwerk des ehemaligen Güterbahnhofs, obwohl gut erhalten, originell und denkmalswürdig, musste es im Juli 2014 weichen. Der Boulevard West wird auch die Wiederbelebung eines länger verachteten Haustyps erleben: mit Axis (60 Meter hoch) und Westside Tower (66 Meter) bekommt Frankfurt nach längerer Abstinenz wieder zwei reine Wohnhochhäuser, im Boulevard Mitte werden weitere folgen. Für die im Bereich West erwarteten 4000 bis 5000 Bewohner sind drei Kindertagesstätten und eine Grundschule, ein Supermarkt, Geschäfte der Nahversorgung, Gastronomie, Apotheke und Arztpraxen sowie der zentrale Tel-Aviv-Platz eingeplant. Der Boulevard Mitte wird den Schwerpunkt der Büro- und Dienstleistungsbauten bilden, dazu kommen kleinere Gewerbelokale und Eigentumswohnungen, seine Eingänge werden jeweils durch zwei Hochhäuser an der Emser Brücke und am Europagarten markiert.
Mittelpunkt und verbindendes Element dieser Quartiere wird die 6 Hektar große Parkanlage „Europagarten“ mit repräsentativem Brunnen, unter der hindurch die ansonsten 60 Meter breit und boulevardartig angelegte Europa-Allee in einem ca. 400 Meter langen  dreizelligen Tunnel geführt werden soll. Im Juni 2016 war der Tunnel im Rohbau fertig, seine Straßenfunktion wurde Anfang Dezember 2016 freigegeben. Ein erster Abschnitt des Europagartens ist seit Januar 2011 fertig, auch mit der Absicht, potentiellen Grundstückserwerbern eine optische Vorstellung des künftigen Erscheinungsbildes der Fläche zu geben. Das vormals völlig flache Gleisfeld wurde zum Teil leicht hügelig modelliert, es soll mit einem Drittel eingeplanter Grünflächen einen naturnah gestalteten Stadtraum bilden. Nach dem derzeitigen Planungsstand soll sich das Europaviertel West ruhig und harmonisch entwickeln, Zielpunkt der Bebauung etwa 2020.
Der Europagarten erhielt im Frühjahr 2013 eine durchgehende Grünverbindung mit dem Neuen Rebstockpark von einem kleinen „Gleisfeldpark“, verbunden mit einer Fußgängerbrücke über die tieferliegende „Straße der Nationen“ und dem neuen dreieckigen „Zeppelinpark“. Als Verbindung zur Altbebauung an der Idsteiner Straße im Südosten entstand seit Herbst 2014 der „Lotte-Specht-Park“. Diese mit Aufenthalts- und Spielflächen angelegten kleineren Grünanlagen erhöhen den Wert der derzeit entstehenden angrenzenden Wohnbebauung. Etwa 40 Prozent der reinen Wohnbauten können so mit dem Prädikat „direkt am Park“ werben. Die bisher angebotenen Eigentumswohnungen im gehobenen Preissegment sind oft ab Plan, spätestens mit Baubeginn schon weitgehend verkauft.
Die Europaallee wird seit Sommer 2014 im mittleren Teil auf die volle Breite ausgebaut. Diese Zentralachse wird in den Tunnel unter dem Eurogarten geführt. Der Europagarten wurde 2018 fertiggestellt, durfte aber wegen baulicher Mängel lange nicht genutzt werden und war bis zur Freigabe im Dezember 2022 für die Öffentlichkeit gesperrt.
Das Gebäude Solid Home nach Entwürfen von KSP Jürgen Engel Architekten gehört mit seinen 200 Eigentumswohnungen zu einer neuen und nächsten Generation von Wohnhochhäusern im Westen Frankfurts.

## Verkehrsanbindung

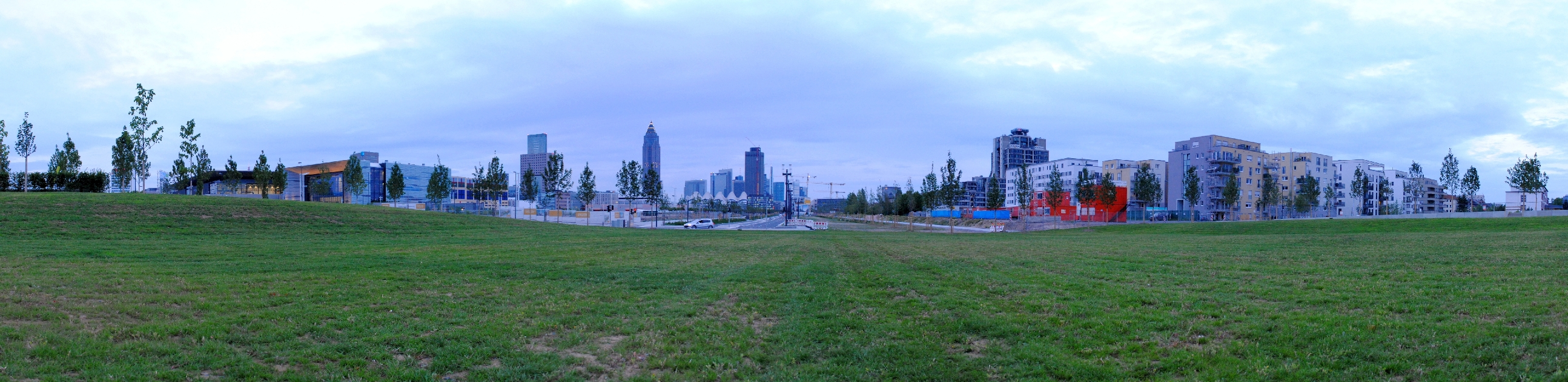
Europaviertel vom Europagarten aus gesehen (Juli 2011)

Durch das östliche Europaviertel verlaufen die S-Bahn-Linien S3 bis S6 mit den angrenzenden Bahnhöfen Galluswarte und Messe. Der östliche Teil des Europaviertels ist außerdem mit der U-Bahn-Linie U4 (Station Festhalle/Messe) zu erreichen. Hier halten auch die Straßenbahnen der Linien 16 und 17, die Busse der Linie 50 sowie die Nachtbuslinien N4 und N16. Etwas weiter südlich verkehren die Linien 11, 14 und 21 der Straßenbahn Frankfurt am Main über die Station Güterplatz. Die Metrobuslinie M46 fährt vom Hauptbahnhof bis zur Endhaltestelle Römerhof. Bedient werden die Haltestellen Güterplatz, Platz der Einheit, Den Haager Straße und Dubliner Straße im östlichen Europaviertel, und Stephensonstraße, Europagarten/Messe West, Römischer Ring, Maastrichter Ring und Europaviertel West im westlichen Europaviertel. Es folgt die Haltestelle Messeparkhaus.
Nach ursprünglicher Beschlusslage war vorgesehen, mittelfristig das gesamte Europaviertel über eine (zumindest bis Ende Europagarten) unterirdisch geführte Verlängerung der U-Bahn-Linie U5 zum Messeparkhaus mehr zentral und leistungsfähig zu erschließen. Die bisher geplante Trasse zweigt nach der Station Hauptbahnhof auf Höhe der Mainzer Landstraße von der B-Strecke ab, verläuft durch die derzeitige Wendeanlage und erreicht dann am U-Bahnhof Güterplatz das südöstliche Europaviertel. Diese für einen Kostenaufwand von 281 Millionen Euro (Stand Juni 2015) veranschlagte Strecke folgt danach dem Verlauf der zentralen Europa-Allee und hat weitere relativ dicht liegende oberirdische Stationen an der Emser Brücke, am Europagarten (östlich) und westlich des Europagartens die Endstation Wohnpark. Mit dieser Streckenführung soll auch der dicht besiedelte nördliche Teil des Gallusviertels erreichbar werden. Die Investorengruppen hatten angemahnt, die U-Bahn keinesfalls – wie von der Stadt aus Kostengründen bereits ins Gespräch gebracht – gänzlich oberirdisch anzulegen, da eine schienenbedingte Zerschneidung der Hauptachse Europaallee den Charakter des gesamten Quartiers abwerten würde. Man bezog sich vor allem auf die negativen Erfahrungen mit der oberirdischen U-Bahn-Strecke in der nördlichen Eschersheimer Landstraße, die seit 1968 ein gewachsenes Viertel trennt und zu häufigen Unfällen geführt hat.
Wegen der hohen Kosten der überwiegend unterirdischen Streckenführung haben sich das Land Hessen und der Bund Anfang 2012 geweigert, ihren Finanzierungsbeitrag zu leisten. Aus Kostengründen wird nunmehr abweichend von der bisherigen Planung eine etwa hälftige oberirdische Streckenführung erfolgen. Die neuen Planungen sehen als Kompromiss vor, die vertunnelte Strecke bereits vor der Station Emser Brücke wieder an die Oberfläche zu führen. Diese sowie die weiteren zwei Stationen würden oberirdisch und barrierefrei in der Mitte der Europa-Allee errichtet. Im Bereich des Europagartens verläuft die Bahnstrecke zusammen mit den Autospuren wieder in einem dreizelligen Tunnel (einer Einhausung). Dies beschloss die Stadtverordnetenversammlung am 1. März 2012, der Magistrat schloss sich dieser Planung am 3. Mai 2013 an. Baubeginn der U-Bahn ist nun nach baugrundbedingter Wahl des teureren bergmännischen Tunnelbauverfahrens für 2017 vorgesehen. Der ca. 550 Meter lange gemeinsame Tunnelabschnitt unter dem Europagarten wurde im Februar 2015 in offener Bauweise begonnen und soll ab 2017 für Straßenfahrzeuge befahrbar sein, so dass auch die mittlere Parkanlage 2017 fertiggestellt sein kann. Die Stadt Frankfurt strebte die Fertigstellung der ca. 2,7 km langen U-Bahn-Strecke bis 2024 an. Dieser um fünf Jahre verschobene Termin konnte allerdings bereits den ursprünglich angestrebten Termin (Fertigstellung bis 2019) aus dem Gemeindeverkehrsfinanzierungsgesetz nicht erfüllen. Nach einem Defekt an der Tunnelbohrmaschine verschob sich die geplante Fertigstellung auf das Jahr 2025.

## Kritik
Das Europaviertel wurde in der Süddeutschen Zeitung als „Reißbrettstadtteil“ bezeichnet, aus dem man nach einer Stunde die Flucht ergreife; die Europaallee als „furchterregende, kilometerlange Straßenschneise“. Die Frankfurter Allgemeine Zeitung stellte auf ihrer mit einem Foto aus dem Europaviertel illustrierten Titelseite die Fragen „Das soll urban sein?“ und „Warum können wir keine lebenswerten Städte mehr bauen?“ und bemängelte die Gleichförmigkeit der den Betrachter „anstarrenden Lochfassaden“. Der Sinn für einen öffentlichen Raum, der nicht technokratisch gedacht sei, sei verlorengegangen, dieser werde einer Straßenschneise überlassen. Der Frankfurter Architekt Christoph Mäckler veröffentlichte in der Frankfurter Allgemeinen Zeitung eine umfassende Kritik der modernen Stadtplanung und macht diese am Frankfurter Europaviertel, aber auch vergleichbaren Projekten gleichen Namens fest: „Und wenn wir durch die von Planern angepriesenen neuen Stadtviertel hinter den Bahnhöfen von Stuttgart, Zürich, oder Frankfurt gehen, die ihre Urbanität und Zukunftsfähigkeit glauben schon mit ihrem Namen ,Europaviertel‘ nachweisen zu können, fröstelt es uns angesichts der abstoßenden Kälte und Langeweile, die uns in den ungefassten Stadträumen entgegenschlägt.“ Der Volksmund soll der Europaallee aus diesem Grund bereits den Namen „Stalinallee“ verliehen haben. Der Musiker Elias Gottstein, Teil des Duos Guaia Guaia, singt im Text zu seinem Lied Geilste Stadt „das Europaviertel – total missglückt“.
Eine weitere Kritik kommt vom ehemaligen Frankfurter Stadtplaner Martin Wentz die Entwicklung des Europaviertels. Er lobt die Mischung aus moderner und traditioneller Architektur, kritisiert jedoch das Fehlen eines zentralen Treffpunkts und die Isolation des Viertels. Wentz betont die Bedeutung von Grünflächen und kritisiert deren Verringerung im Viertel.
Abgesehen von der Kritik an der generellen Architektur des Europaviertels wurde auch beanstandet, dass entgegen der Ankündigungen und wider die seit 2014 in Frankfurt geltenden gesetzlichen Maßgaben nicht 30 %, sondern höchstens 20 % geförderte Wohnungen entstanden sind, und es wurde die Befürchtung zum Ausdruck gebracht, dass in der Folge anziehende Mieten zu einer Gentrifizierung des klassischen „Arbeiterviertels“ Gallus führen werden.